# アラン・ジョンソン
アラン・アーサー・ジョンソン（英: Alan Arthur Johnson、1950年5月17日 - ）は、イギリスの政治家。トニー・ブレア政権やゴードン・ブラウン政権で閣僚を歴任した。
1994年、労働組合のトップ出身者としては、1964年のフランク・カズンズ以来となる入閣を果たした。

## 経歴

### 若年期
1950年ロンドンに生まれるが、12歳のときに母親を亡くし、姉と共に孤児となった。その後、児童保護官の手引きで公営住宅に入居する。チェルシーのグラマースクールに入学するが、15歳で退学。18歳で郵便集配人になるまで、チェーンストアのテスコで働いた。また、音楽に興味を持ち、ポップミュージックバンドにも参加した。労働組合であるUnion of Communication Workersにも参加し、支部長も務めている。1971年に労働党に入党するが、彼自身は自分をマルクス主義者だと考えており、イギリス共産党との連携も考えていた。 1987年には労組の専従職員となり、1993年の労組合併で誕生した、通信労働者組合の書記長に就任した。
議員になる前は、労働党全国執行委員会のメンバーも務めた。この間、彼は労組のリーダーとしては珍しく、党綱領第4条（国有化条項）の廃止に賛成していた。

### 政界へ
1997年イギリス総選挙で、ジョンソンは西部ハル・ヘスル選挙区から出馬し、初当選を飾った。ジョンソンがこの選挙区から出馬することが決まったのは選挙のわずか3週間前のことだったが、ここは貴族院議員に転身するスチュアート・ランダルの地盤で、労働党の安全選挙区だった。
1997年、ドーン・プリマロロ財務担当国務大臣の議会担当秘書官に任命され、1999年には貿易・産業省の閣外大臣となる。2003年には教育・技能省の閣外大臣に任命され、自身は15歳で学校を中退しているにもかかわらず、高等教育を担当した。

### 閣僚入り
2004年には、アンドルー・スミスの辞任に伴い、労働・年金大臣として初入閣を果たした。2005年の総選挙後は、貿易・産業省から改編された生産力・エネルギー・産業省付き大臣に任命されるが、名称はすぐに元通りの貿易・産業大臣に戻った。
2006年イギリス地方統一選挙の翌日である5月5日、内閣改造人事に伴って教育・技能大臣に任命される。教育大臣時代、ジョンソンは基本的な読み書きや計算能力の向上を助けるために、両親がもっと子供と一緒に時間を過ごすように奨励するなどの提案を行った。また、学位免状に対する懸念を表明したこともある。教員の給料の値上げと、労働環境の改善を見直そうともした。
ジョンソンは左派からの多くの提案を支持したが、一方で保守反動的だとして非難を浴びることもたびたび起こった。彼の投票行動を見ると、IDカードの導入や授業料の値上げ、イラク戦争の開戦や反テロ法にも賛成している。

### 副党首選挙
ジョンソンは2006年5月ごろには、ジョン・プレスコットの辞任後に副党首選挙に出馬することを公言していた。加えて、一部では次期党首最有力候補のゴードン・ブラウンの対抗馬として党首選にも出馬するのではないかとの噂もあり、実際にブラウン派と対立するブレア派からの候補者としてジョンソンが最適なのではないかという声もあった。
2006年11月9日には、英国放送協会のインタビューで、次期労働党党首としてゴードン・ブラウンを支持すること、併せて、副党首選挙に出馬することを正式に表明した。立候補に必要な推薦人は、候補者中最多数の73人を集め、2007年6月24日の副党首選に臨んだが、得票率49.56%という僅差でハリエット・ハーマンに敗れてしまう。選挙は候補者乱立のため5ラウンドにわたって行われたが、2・3・4ラウンドはジョンソンが1位で制しており、彼の敗北は選挙制度が災いした結果とも言える。

### ブラウン政権時代
ブラウン内閣が発足すると、6月28日に保健大臣に任命される。ブラウン首相は、イギリスの国民保健サービス（NHS）対策を緊急度・優先度の高い分野として位置づけており、前ブレア政権末期にはNHSに対する国民の信頼が崩れていた事情もあって、保健大臣人事には注目が集まっていた。ジョンソンの保健大臣就任は、前職の教育・技能大臣も安定感をもってこなしたことから、人柄・実力共に適切な人事であるとの評価が一般的である。
就任後、NHSの適用を受けない抗がん剤・アバスティンの購入を行おうとする乳がん患者から批判の矢面に立たされた。日本同様、公的診療と自費診療の混合診療を認めないイギリスでは、NHSの適用を受けない薬を使用すると、入院費なども自己負担になってしまうため、実質適用外の薬を使うことが出来ないからである。ジョンソンは「NHS設立の根本理念に反する」として診療費負担制度の見直しを図る方針を示した。
労働党政権の支持率が低下し、ブラウン首相の求心力が低下すると、次期党首候補としてジョンソンの名が取りざたされる様になってくる。2009年6月5日の内閣改造では、"Great Offices of the State"と呼ばれる4ポスト（首相・蔵相・外相・内相）の一角・内務大臣に任命された。ブラウン首相が窮地に立たされる中、ポスト・ブラウンとしてジョンソンへの期待は高まった。

## 私生活
1968年にジュディス・コックスと結婚し、1男2女をもうけたが、後に離婚した。1991年にローラ・ジェーン・ペイシェントと再婚し、2人の間には息子がいる。また、ジョンソンは無神論者であり、神の存在を信じていないことを公言している。
労働組合出身者でありながら、オールドレイバー（伝統的左派）とは一線を画し、全国執行委員会時代にも労組出身のリーダーとしては珍しく国有化条項改正に賛成している。当時の党首トニー・ブレアが、国有化条項の撤廃に苦戦していた事を考えると、後の彼の出世はこのことと無縁ではないであろう。
コミュニケーション能力と、現実主義的な政策を思考する点で定評があり、「ワーキングクラスのブレア」と評されることもある。党内ではブレア派とされている。